# Matador Mountain
Matador Mountain är ett berg i Antarktis. Det ligger i Västantarktis. Nya Zeeland gör anspråk på området. Toppen på Matador Mountain är 1 950 meter över havet, eller 301 meter över den omgivande terrängen. Bredden vid basen är 6,7 km.
Terrängen runt Matador Mountain är platt åt nordost, men åt sydväst är den kuperad. Trakten är obefolkad. Det finns inga samhällen i närheten.